# Kerodon
Cobayes des rochers
Genre
Kerodon est un genre de Rongeurs hystricognathes de la famille des Cavidés. Il comprend les cobayes des rochers.
Ce genre a été décrit pour la première fois en 1825 par le zoologiste français Frédéric Cuvier (1773-1838), frère du célèbre naturaliste Georges Cuvier.
Synonymes :
- Cerodon Waterhouse, 1848
- Kerodons F. Cuvier, 1829

## Liste d'espèces
Selon Mammal Species of the World (version 3, 2005)  (27 janv. 2013), ITIS (27 janv. 2013) et NCBI (27 janv. 2013) :
- Kerodon acrobata Moojen, Locks & Langguth, 1997
- Kerodon rupestris (Wied-Neuwied, 1820) - le Cobaye des rochers